# Cerro de los Mártires
Cerro de los Mártires är en kulle i Spanien.   Den ligger i provinsen Provincia de Cádiz och regionen Andalusien, i den södra delen av landet, 500 km söder om huvudstaden Madrid. Toppen på Cerro de los Mártires är 5 meter över havet.
Terrängen runt Cerro de los Mártires är platt. Havet är nära Cerro de los Mártires åt sydväst. Runt Cerro de los Mártires är det tätbefolkat, med 276 invånare per kvadratkilometer. Närmaste större samhälle är San Fernando, 5,0 km norr om Cerro de los Mártires. Trakten runt Cerro de los Mártires består till största delen av jordbruksmark.